# Island City (Oregon)
Island City az Amerikai Egyesült Államok északnyugati részén, Oregon állam Union megyéjében, a 82-es és 237-es utak kereszteződésében, La Grandé-tól északkeletre helyezkedik el. A 2010. évi népszámláláskor 989 lakosa volt. A város területe 2,54 km², melynek 100%-a szárazföld.

## Népesség

### 2010
A 2010-es népszámláláskor a városnak 989 lakója, 399 háztartása és 298 családja volt. A népsűrűség 389,4 fő/km2. A lakóegységek száma 416, sűrűségük 163,8 db/km2. A lakosok 94,7%-a fehér, 0,1%-a afroamerikai, 0,6%-a indián, 0,5%-a ázsiai,  0,9%-a egyéb, 2,3%-a pedig kettő vagy több etnikumú. A spanyol vagy latino származásúak aránya 3,4% (2,9% mexikói,   0,5% egyéb spanyol vagy latino származású.)
A háztartások 29,6%-ában élt 18 évnél fiatalabb. 62,2% házas, 10% egyedülálló nő, 2,5% egyedülálló férfi, 25,3% pedig nem család. 21,3% egyedül élt; 10,8%-uk 65 éves vagy idősebb. Egy háztartásban átlagosan 2,45 személy élt; a családok átlagmérete 2,81 fő.
A medián életkor 43,5 év volt. A város lakóinak 23,8%-a 18 évesnél fiatalabb, 6,2% 18 és 24 év közötti, 22,4%-uk 25 és 44 év közötti, 27,3%-uk 45 és 64 év közötti, 20,6%-uk pedig 65 éves vagy idősebb. A lakosok 49,4%-a férfi, 50,6%-a pedig nő.

### 2000
A 2000-es népszámláláskor  a városnak 916 lakója, 357 háztartása és 280 családja volt. A népsűrűség 360,6 fő/km2. A lakóegységek száma 375, sűrűségük 147,6 db/km2. A lakosok 95,41%-a fehér, 0,22%-a afroamerikai, 1,2%-a indián, 0,76%-a ázsiai, 0,33%-a a Csendes-óceáni szigetekről származik, 1,09%-a egyéb-, 0,98%-a pedig kettő vagy több etnikumú. A spanyol vagy latino származásúak aránya 2,07% (1,7% mexikói, 0,1% Puerto Ricó-i,  0,2% pedig egyéb spanyol/latino származású.)
A háztartások 31,9%-ában élt 18 évnél fiatalabb. 70,6% házas, 6,4% egyedülálló nő; 21,3% pedig nem család. 17,9% egyedül élt; 9,2%-uk 65 éves vagy idősebb. Egy háztartásban átlagosan 2,57 személy élt; a családok átlagmérete 2,87 fő.
A város lakóinak 23,7%-a 18 évesnél fiatalabb, 7,1% 18 és 24 év közötti, 24,7%-uk 25 és 44 év közötti, 28,2%-uk 45 és 64 év közötti, 16,4%-uk pedig 65 éves vagy idősebb. A medián életkor 42 év volt. Minden 100 nőre 98,3 férfi jut; a 18 évnél idősebb nőknél ez az arány 94,2.
A háztartások medián bevétele 43 977 amerikai dollár, ez az érték családoknál $49 327. A férfiak medián keresete $39 250, míg a nőké $20 486. A város egy főre jutó bevétele (PCI) $19 138. A családok 3,3%-a, a teljes népesség 5,9%-a élt létminimum alatt; a 18 év alattiaknál ez a szám 3,9%, a 65 évnél idősebbeknél pedig 9,3%.

## Fordítás
Ez a szócikk részben vagy egészben  az   Island City, Oregon című angol Wikipédia-szócikk ezen változatának fordításán alapul.  Az eredeti cikk szerkesztőit annak laptörténete sorolja fel. Ez a jelzés csupán a megfogalmazás eredetét és a szerzői jogokat jelzi, nem szolgál a cikkben szereplő információk forrásmegjelöléseként.